# Коновниценка
Коновниценка (каз. Коновниценка) — упраздненное село в Карасуском районе Костанайской области Казахстана. Входило в состав Черняевского сельского округа. Ликвидировано в 2009 году. 

## Население
В 1999 году население села составляло 87 человек (42 мужчины и 45 женщин).